# Ignacy Shukr Allah II
Ignacy Shukr Allah II – w latach 1722–1745 107. syryjsko-prawosławny Patriarcha Antiochii.